# Circondario di Neuruppin
Il circondario di Neuruppin (in tedesco Kreis Neuruppin) era un circondario della Repubblica Democratica Tedesca, parte del distretto di Potsdam.

## Storia
Il circondario di Kyritz fu istituito il 25 luglio 1952 con la riforma amministrativa della RDT; si estendeva su territori già appartenuti al disciolto circondario del Ruppin.
Il 17 maggio 1990 assunse il nuovo nome di Landkreis Neuruppin ("circondario di Neuruppin"), e poco dopo, in seguito alla riunificazione tedesca, divenne parte dello stato del Brandeburgo.
Il 6 dicembre 1993, nell'ambito della riforma amministrativa del Brandeburgo, il circondario di Neuruppin venne soppresso; le città e i comuni che lo componevano passarono tutti al nuovo circondario dell'Ostprignitz-Ruppin.